# Liska (ptica)
Liska (crna liska, lat. Fulica atra) močvarna je ptica iz porodice kokošica (Rallidae), reda ždralovki (Gruiformes). Naseljava Europu, Aziju, Australiju, Novi Zeland i dijelove Sjeverne Afrike.
Tijelo joj je kameno crne boje, a glava sjajna s bijelim kljunom i rožnatom liskom, odn. čeonom pločicom. Nema velike razlike između ženskih i muških jedinki. Slične vrste iz roda liski (Fulica) obitavaju u cijelome svijetu, od kojih najveći broj vrsta naseljava Južnu Ameriku.

## Taksonomija
Crnu je lisku prvi puta formalno opisao švedski prirodoslovac Carl Linné 1758. godine u desetom izdanju djela Systema Naturae s dvojnim nazivom koji se zadržao do danas: Fulica atra. Linné je kao mjesto pronalaska zabilježio Europu, no danas se smatra da je to bila specifično Švedska.
Razlikuje se četiri podvrste:
- F. a. atra (Linné, 1758.) – od Europe i Sjeverne Afrike do Japana, Indije, Jugoistočne Azije, Filipina i Bornea
- F. a. lugubris (Müller, 1847.) – Java, Bali, sjeverozapad Nove Gvineje
- F. a. novaeguineae (Rand, 1940.) – središnja Nova Gvineja
- F. a. australis (Gould, 1845.) – Australija i Novi Zeland

Izumrla podvrsta iz bakrenog doba, F. a. pontica, identificirana je na bugarskoj obali Crnoga mora.

## Opis
Crna je liska tipično dugačka oko 36 – 38 cm, s rasponom krila 70 – 80 cm.  Većina tijela joj je crna, s izuzetkom bijelog kljuna i liske. Mužjaci obično teže oko 890 g, a ženke oko 750 g te se međusobno ne razlikuju izgledom u značajnoj mjeri. Plivajuće su ptice, zbog čega na prstima imaju djelomičnu plivaću opnu.
Mladunci su bojom bljeđi od odraslih jedinki te imaju bijela prsa bez prisutnosti čeone pločice. Crno perje odrasle liske raste tek između 3 i 4 mjeseca starosti, a bijela čeona pločica oko jedne godine starosti.
Pjev im je glasan i najčešće ga se može čuti noću.

## Rasprostranjenost
Područje parenja crne liske prostire se preko velikog dijela staroga svijeta, na slatkovodnim jezerima i barama. Vrsta se dobro prilagodila gradskim sredinama, gdje ih se nerjetko vidi u parkovima i vrtovima s pristupom vodi. Nastanjuje Europu, Aziju, Australiju i Afriku. Vrsta je relativno nedavno proširila područje obitavanja na Novi Zeland. 
Nastanjuje se u blažim klimama, ali zimi, kada se vode zamrznu, migrira na jug i zapadno od Azije. Poznato je da katkad zalutaju u Sjevernu Ameriku.

## Status
Crna liska je jedna od nekolicine vrsta na koje se primjenjuje „Sporazum o zaštiti afričko-euroazijskih migratornih ptica močvarnica” Ujedinjenih naroda (engleski: Agreement on the Conservation of African-Eurasian Migratory Waterbirds) iz 1995. godine kojeg je potpisala i Republika Hrvatska.

## Galerija
- Odrasla jedinka s mladuncima
- Mladunac
- Noge i prsti s plivaćim opnama
- Jaja crne liske

## Vanjske poveznice
|  | Zajednički poslužitelj ima stranicu o temi Fulica atra    |
|  | Zajednički poslužitelj ima još gradiva o temi Fulica atra |
|  | Wikivrste imaju podatke o taksonu Fulica atra             |